# Margate (Florida)
Margate es una ciudad ubicada en el condado de Broward, Florida, Estados Unidos. Según el censo de 2020, tiene una población de 58 712 habitantes.
Es parte del área metropolitana de Miami.

## Geografía
La ciudad está ubicada en las coordenadas 26°14′53″N 80°12′40″O / 26.24806, -80.21111. Según la Oficina del Censo de los Estados Unidos, Margate tiene una superficie total de 23.43 km², de la cual 22.69 km² corresponden a tierra firme y 0.74 km² es agua.

## Demografía
Según el censo de 2020, hay 58 712 personas residiendo en Margate. La densidad de población es de 2587.57 hab./km². El 36.59% son blancos, el 32.20% son afroamericanos, el 0.35% son amerindios, el 4.37% son asiáticos, el 0.04% son isleños del Pacífico, el 9.41% son de otras razas y el 17.04% son de una mezcla de razas. Del total de la población, el 27.11% son hispanos o latinos de cualquier raza.